# Port Renfrew
Port Renfrew är en ort i Kanada.   Den ligger i Capital Regional District och provinsen British Columbia, i den sydvästra delen av landet, 3 600 km väster om huvudstaden Ottawa. Port Renfrew ligger 16 meter över havet och antalet invånare är 190.
Terrängen runt Port Renfrew är varierad. Havet är nära Port Renfrew åt sydväst. Trakten runt Port Renfrew är nära nog obefolkad, med mindre än två invånare per kvadratkilometer..
I omgivningarna runt Port Renfrew växer i huvudsak barrskog.